# Casanova (chanson d'Anita Skorgan)
Pour les articles homonymes, voir Casanova (homonymie).
Chansons représentant la Norvège au Concours Eurovision de la chanson
Mata Hari
(1976) Mil etter mil
(1978)
Casanova est la chanson représentant la Norvège au Concours Eurovision de la chanson 1977. Elle est interprétée par Anita Skorgan.
La chanson est la cinquième de la soirée, suivant Boom Boom Boomerang interprétée par Schmetterlinge pour l'Autriche et précédant Telegram interprétée par Silver Convention pour l'Allemagne.
À la fin des votes, elle obtient 18 points et prend la quinzième place sur dix-huit participants.

## Source de la traduction
- (en) Cet article est partiellement ou en totalité issu de l’article de Wikipédia en anglais intitulé « Casanova (Anita Skorgan song) » (voir la liste des auteurs).